# Urzędów (gmina)
Pour les articles homonymes, voir Urzędów.
Urzędów est une gmina mixte (gmina miejsko-wiejska) de la powiat de Kraśnik, dans la Voïvodie de Lublin, dans l'est de la Pologne.
Son siège administratif (chef-lieu) est la ville d'Urzędów, qui se situe environ 9 kilomètres au nord-ouest de Kraśnik (siège du powiat) et 42 kilomètres au sud-ouest de la capitale régionale Lublin (capitale de la voïvodie).
La gmina couvre une superficie de 119,06 km2 pour une population de 8 905 habitants en 2006.

## Histoire
De 1975 à 1998, la gmina est attachée administrativement à l'ancienne voïvodie de Lublin.

Depuis 1999, elle fait partie de la nouvelle voïvodie de Lublin.

## Géographie
Outre la ville d'Urzędów, la gmina inclut les villages de:

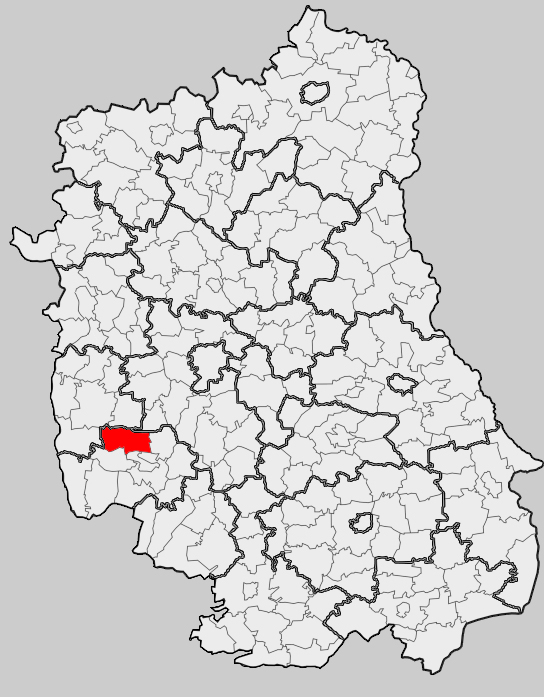
Position de la gmina dans la voïvodie

- Bęczyn
- Boby-Kolonia
- Boby-Księże
- Boby-Wieś
- Dębniak
- Góry
- Józefin
- Kajetanówka
- Konradów
- Kozarów
- Leśniczówka
- Leszczyna
- Majdan Bobowski
- Majdan Moniacki
- Metelin
- Mikołajówka
- Mikuszewskie
- Moniaki
- Moniaki-Kolonia
- Natalin
- Okręglica-Kolonia
- Popkowice
- Popkowice Księże
- Rankowskie
- Skorczyce
- Wierzbica
- Zadworze
- Zakościelne

### Gminy voisines
La gmina d'Urzędów est voisine de:

la ville de:
- Kraśnik

et les gminy de:
- Borzechów
- Chodel
- Dzierzkowice
- Józefów nad Wisłą
- Kraśnik
- Opole Lubelskie
- Wilkołaz

## Structure du terrain
D'après les données de 2002, la superficie de la commune d'Urzędów est de 119,06 kilomètres carrés, répartis comme telle :
- terres agricoles : 78 %
- forêts : 17 %

La commune représente 11,84 % de la superficie du powiat.

## Démographie
Données du 30 juin 2004:
| Description        | Total  | Total | Femmes | Femmes | Hommes | Hommes |
| ------------------ | ------ | ----- | ------ | ------ | ------ | ------ |
| Unité              | Nombre | %     | Nombre | %      | Nombre | %      |
| Population         | 8 857  | 100   | 4 471  | 50,5   | 4 386  | 49,5   |
| Densité (hab./km²) | 74,4   | 74,4  | 37,6   | 37,6   | 36,8   | 36,8   |